# Сафаров, Эльдар Сабир оглы
Эльдар Сабир оглы Сафаров (азерб. Eldar Sabir oğlu Səfərov; 4 января 1957, Захмат, Зангибасарский район, Армянская ССР, СССР) —азербайджанский государственный, военный, политический и общественный деятель, депутат Милли меджлиса Азербайджана первого созыва. Начальник отдела политического анализа и прогнозирования Исполнительного секретариата ПЕА (1993—2000), пресс-секретарь кандидата в президенты Гейдара Алиева на президентских выборах 1998 года, полковник Вооружённых сил Азербайджана, начальник пресс-службы Министерства обороны Азербайджана (2007—2013).

## Биография
Эльдар Сабир оглы родился 4 января 1957 года в поселке Захмат Зангибасарского района. Окончил Армянский государственный педагогический институт по специальности филолог, Бакинскую высшую партийную школу по специальности политология и Азербайджанский государственный университет по специальности юриспруденция.
В 1979—1980 годах служил в Советской армии .
Член партии «Новый Азербайджан».
Член Союза журналистов СССР . (1983)
Он является членом Союза журналистов Азербайджана.
Владеет русским, армянским и турецким языками.

## Политическая деятельность
Эльдар Сабироглу работал на различных должностях в газете " Совет Эрменистаны " с 1975 по 1988 год, одновременно с руководителем советского строительного отдела газеты, секретарем партийной организации. Эльдар Сабироглу работал ответственным секретарем газеты "Kультура" в 1991—1992 годах. В 1991—1992 годах работал редактором газеты "Интересно". С 1993 по 1996 год работал заведующим отделом политики газеты "Голос". Эльдар Сабироглу создатель газеты "Довран".
Является одним из основателей партии «Новый Азербайджан» и на первом съезде был избран членом Политического совета партии. Создал первую в стране автономную организацию партии «Новый Азербайджан». Возглавлял отдел политического анализа и прогнозирования Исполнительного секретариата партии «Новый Азербайджан».
На парламентских выборах 12 ноября 1995 года занимавший 19-е место в списке партии «Новый Азербайджан» Эльдар Сабироглу, был избран депутатом Милли Меджлисa первого созыва. Эльдар Сабироглу, вступивший в должность 24 ноября 1995 года, был членом Постоянного парламентского комитета по правам человека и азербайджано-пакистанской рабочей группы по межпарламентским отношениям.
На президентских выборах 1998 года он был пресс-секретарем кандидата в президенты Гейдара Алиева и членом Центрального избирательного штаба партии.
Был одним из инициаторов и членом правления созданного в 1989 году Азербайджанского общества беженцев. С 2003 по 2007 год занимал должность заместителя председателя Ереванского общественного объединения.
С 2007 по 2013 год возглавлял пресс-службу Министерства обороны Азербайджана.

## Личная жизнь
Женат, имеет двоих детей, внуки: Паша Алиев, Видад Алиев, Аднан Алиев, Сабир Сафаров.

## Награды и звания
- Диплом «Звезда славы» Азербайджанского фонда прессы.
- 22.07.2007 — Почетный диплом министра обороны Азербайджана.
- 2008 — медаль 52-го чемпионата мира по военному боксу CISM
- 7.03.2008 — Почетный диплом председателя партии «Новый Азербайджан».
- 2008 — Степень «Мастерство» приказом министра обороны Азербайджана.
- 26.06.2008 — юбилейная медаль «90 лет Вооруженных Сил Азербайджана (1918—2008)».
- 22.07.2009 — Почетный диплом министра обороны Азербайджана.
- 25.06.2009 — медаль «За отличие в военной службе» 3-й степени
- 22.11.2010 — Почетный диплом министра обороны Азербайджана.
- 22.06.2011 — премия «Золотое перо» профсоюза работников СМИ Азербайджана.
- 25.11.2011 — Почетный диплом министра обороны Азербайджана.
- 24.06.2013 — юбилейная медаль «95-летие Вооруженных Сил Азербайджанской Республики (1918—2013)»
- 01.04.2022 — орден «Меч справедливости» Фонда «Дада Горгуд».